# Androcymbium melanthioides
Androcymbium melanthioides är en tidlöseväxtart som beskrevs av Carl Ludwig von Willdenow. Androcymbium melanthioides ingår i släktet Androcymbium och familjen tidlöseväxter.

## Underarter
Arten delas in i följande underarter:
- A. m. australe
- A. m. melanthioides
- A. m. transvaalense